# لیدیا خمیلنگکا-ژمودا
لیدیا خمیلنگکا-ژمودا (انگلیسی: Lidia Chmielnicka-Żmuda; ۸ مارس ۱۹۳۹ – ۲۷ سپتامبر ۲۰۰۲) بازیکن والیبال اهل لهستان بود.